# Hanniemenluodot
Hanniemenluodot är en ö i Finland. Den ligger i sjön Vesijärvi och i kommunen Hollola i den ekonomiska regionen  Lahtis ekonomiska region  och landskapet Päijänne-Tavastland, i den södra delen av landet, 110 km norr om huvudstaden Helsingfors. Öns största längd är 70 meter i nord-sydlig riktning. Notera att namnet antyder att det är fråga om flera öar.